# Konrád Nagy
Konrád Nagy (Debrecen, 26 maart 1992) is een Hongaarse oud-langebaanschaatser en shorttracker.
In 2006 nam Nagy op voorstel van zijn leraar lichamelijke opvoeding deel aan de provinciale studenten Olympische Spelen waar hij ook de nationale finale won na de provinciale kwalificatie. Twee jaar later maakt hij al deel uit van de nationale ploeg. Sinds 2010 traint hij met de nationale ploeg in Boedapest. Nagy trainde onder Peter Mueller's Team CBA. In 2014 plaatste de 1500-meter-specialist zich voor die afstand op de Olympische Winterspelen, hij werd 26e van de veertig deelnemers. Op de Olympische Winterspelen van 2018 werd hij 29e op de 1500 meter en 21e op de 1000 meter.

## Privé
Nagy volgt een studie elektrotechniek aan de Universiteit van Óbuda en heeft een relatie met de Canadese langebaanschaatsster Ivanie Blondin.

## Persoonlijke records
| Afstand      | Tijd     | Datum             | Baan    |
| ------------ | -------- | ----------------- | ------- |
| 500 meter    | 35,94    | 21 oktober 2017   | Calgary |
| 1000 meter   | 1.08,78  | 2 december 2017   | Calgary |
| 1500 meter   | 1.44,16  | 19 maart 2017     | Calgary |
| 3000 meter   | 3.47,25  | 17 september 2016 | Calgary |
| 5000 meter   | 6.37,26  | 20 oktober 2017   | Calgary |
| 10.000 meter | 14.26,43 | 18 december 2013  | Baselga |

## Resultaten
| Jaar | EK Allround | WK Allround | Olympische Spelen   |
| ---- | ----------- | ----------- | ------------------- |
| 2014 | NC22        |             | 26e 1500m           |
| 2015 | NC16        | NC21        |                     |
| 2016 | NC16        |             |                     |
| 2017 | NC19        |             |                     |
| 2018 |             |             | 21e 1000m 29e 1500m |